# Enrico Tullio Liebman
Enrico Tullio Liebman (Lviv, 1903 - Milão, 8 de setembro de 1986) foi um importante jurista italiano nascido na Ucrânia. 

## Biografia
Ele nasceu em Lviv, então parte do Império Austro-Húngaro, em uma família de Trieste. Seu pai, Roberto Liebman, alto funcionário da empresa de Seguros Gerais,  um irredentista, alistou-se no exército italiano no início da Primeira Guerra Mundial e morreu em 1918 pela explosão de uma bomba lançada de um avião austríaco na estação ferroviária de Veneza (Stazione di Venezia Mestre), deixando atrás de sua esposa e três filhos. Nesse meio tempo, a família havia se mudado para Roma, onde Liebman concluiu seus estudos, graduando-se em direito com Giuseppe Chiovenda. 
Foi colaborador da Revista Critica Sociale (periódico político italiano socialista) durante seus anos universitários, uma vez formado, iniciou sua carreira universitária sob a orientação do próprio Chiovenda e de Piero Calamandrei. 
No início da carreira, foi professor de direito processual civil nas Universidades de Sassari e Parma. 
Foi primeiro professor em Sassari, onde teve como colega outro ilustre aluno de Giuseppe Chiovenda: Antonio Segni, que em 1930 foi chamado pela universidade turritana para ocupar a cadeira de direito comercial; ele então lecionou na Universidade de Modena e na Universidade de Parma. 
Pouco antes da promulgação das leis raciais fascistas na Itália no verão de 1938, de 1938, emigrou para a América do Sul, primeiro para Montevidéu (Uruguai), depois para a Argentina, posteriormente para o Rio de Janeiro e finalmente para São Paulo (Brasil), onde ocupou a cadeira de direito processual civil na Faculdade de Direito daquela Universidade e onde se reuniu com Tullio Ascarelli , um antigo colega que também havia emigrado para escapar das perseguições raciais antijudaicas. 
Em 1939, com 36 anos de idade, mudou-se para o Brasil, onde lecionou na Universidade de São Paulo, onde foi titular da cadeira de direito processual civil e publicou várias obras, ao qual já tinha destaque acadêmico como docente na Itália. 
Após a queda do fascismo, retornou à Itália em 1946, onde foi titular da cadeira de Direito Processual Civil nas Universidades de Pavia, Torino e Milão. Em 1947, recebeu o título de doutor honoris causa da Universidade de São Paulo .
É considerado o fundador da "Escola Processual Paulista" e, graças ao trabalho de seu principal aluno, Alfredo Buzaid, futuro Ministro da Justiça e Presidente do Supremo Tribunal Federal, O código Buzaid é o nome que, em literatura, é atribuída ao Código de Processo Civil Brasileiro de 1973 que seguiu a Teoria eclética da ação e sofreu muitas outras influências da doutrina italiana de Liebman. 
Suas obras exerceram bastante influência no direito processual civil brasileiro, sendo um dos maiores defensores da teoria eclética do direito de ação. O Código de Processo Civil brasileiro de 1973 seguiu suas teorias em virtude da influência de Alfredo Buzaid, ministro da Justiça e um de seus alunos. 
Foi autor de numerosos escritos sobre assuntos jurídicos e diretor da "Rivista di diritto processuale" (revista de direito processual), fundada por Giuseppe Chiovenda, Piero Calamandrei e Francesco Carnelutti. Faleceu em Milão em 8 de setembro de 1986. 

## Obras principais
- As oposições de mérito no processo de execução (1931).
- Eficácia e autoridade da sentença (1935).
- Manual de direito processual civil (1957-59).
- Problemas do Processo Civil (1962). [5]